# VMA IK
VMA IK är en fotbollsklubb i Vånga, Mjönäs och Arkelstorp i Kristianstads kommun i Skåne. Föreningen bildades 2002, sedan byarnas föreningar slagits samman till en gemensam förening. Seniormatcherna spelas på Ädlavallen i Vånga under våren och på Arkelstorps IP i Arkelstorp under hösten. I den tredje byn, Mjönäs, bedrivs enbart ungdomsverksamheten.

## Historia
Säsongen 1991 valde föreningarna Vånga IK, Mjönäs IK och Arkelstorps IF att ingå ett samarbete på ungdomssidan. Den nya föreningen fick namnet Spänger 91. Året efter slogs Vånga IK och Mjönäs IK ihop till en gemensam förening, under namnet Vånga/Mjönäs IK. Först år 2000 valde även Arkelstorps IF att ansluta sig på seniorsidan. Efter ett år med gemensamt reservlag slogs de tre föreningarna ihop år 2001.
Den nya föreningen, VMA IK, såg därefter dagens ljus 2002. Sammanslagningen gav snabbt sportsliga framgångar för föreningen. På bara fyra säsonger tog sig föreningen från division 5 till division 2, som då var Sveriges tredje högsta division. Division 2-sejouren blev ettårig, men några år senare kunde VMA IK återigen ta steget upp till division 2. Efter två säsonger i serien rasade föreningen ner i seriesystemet.
År 2018 spelar föreningen i division 4, sedan klubben erbjudits en friplats efter sin kvalförlust föregående år.

## Resultat i seriespel
| Säsong | Nivå | Serie                        | Placering | Notering          |
| ------ | ---- | ---------------------------- | --------- | ----------------- |
| 2001   | 6    | Division 5 Norra Skåne       | 1         | Uppflyttade       |
| 2002   | 5    | Division 4 Norra Skåne       | 1         | Uppflyttade       |
| 2003   | 4    | Division 3 Sydöstra Götaland | 4         | -                 |
| 2004   | 4    | Division 3 Sydöstra Götaland | 1         | Uppflyttade       |
| 2005   | 3    | Division 2 Södra Götaland    | 12        | Nedflyttade       |
| 2006   | 5    | Division 3 Sydöstra Götaland | 8         | -                 |
| 2007   | 5    | Division 3 Sydöstra Götaland | 6         | -                 |
| 2008   | 5    | Division 3 Sydöstra Götaland | 5         | -                 |
| 2009   | 5    | Division 3 Sydöstra Götaland | 1         | Uppflyttade       |
| 2010   | 4    | Division 2 Östra Götaland    | 7         | -                 |
| 2011   | 4    | Division 2 Södra Götaland    | 11        | Nedflyttade       |
| 2012   | 5    | Division 3 Sydöstra Götaland | 9         | Nedflyttningskval |
| 2013   | 6    | Division 4 Norra Skåne       | 9         | Nedflyttningskval |
| 2014   | 6    | Division 4 Norra Skåne       | 11        | Nedflyttade       |
| 2015   | 7    | Division 5 Nordöstra Skåne   | 11        | Nedflyttade       |
| 2016   | 8    | Division 6 Nordöstra Skåne   | 1         | Uppflyttade       |
| 2017   | 7    | Division 5 Nordöstra Skåne   | 2         | Uppflyttningskval |

Källor:
- VMA IK hos Svenska Fotbollförbundet.
- Aktuella resultat hos Skånes Fotbollsförbund.

## Kända spelare
Malin Andersson, som gjorde 151 landskamper och tilldelades Diamantbollen 1995 inledde sin karriär i Arkelstorps IF. Även Jesper Westerberg, allsvensk med Landskrona BoIS, Halmstads BK och Mjällby AIF, kommer från Arkelstorp och inledde sin karriär i sammanslagningen Spänger 91.